# E Nomine
E Nomine (wörtlich „Aus dem Namen“, angelehnt an lateinisch in nomine, „im Namen“) ist ein deutschsprachiges Musikprojekt.

## Geschichte
E Nomine wurde 1999 von den Produzenten Christian „Chris Tentum“ Weller und Friedrich „Sir Fritz“ Graner gegründet. Durch den Lizenznehmer David Brunner gelang das Projekt zur Veröffentlichung. Die Musik entspricht einer Kombination aus Trance/Techno und einer Gesangsbegleitung, die an gregorianische und klassische Gregorian Vocals erinnert. Die Produzenten selbst bezeichneten diesen Musikstil als „Monumental Dance“.
Die Texte greifen, wie der Name des Projektes, nicht nur einen christlich-religiösen Hintergrund, sondern auch Geschichten und Sagen über Magie und den Kampf von Gut und Böse auf. Oft werden auch biblische Inhalte wie der Psalm 23, der Teufel („Gottes Beitrag und Teufels Werk“), das Ave Maria oder Prophezeiungen („Schwarze Sonne“ aus Die Prophezeiung) aufgegriffen.
Synchronsprecher bekannter Schauspieler wie Robert De Niro (Christian Brückner), Al Pacino (Frank Glaubrecht), Bruce Willis (Manfred Lehmann), Anthony Hopkins (Joachim Kerzel), Robert Redford (Rolf Schult), Nicolas Cage (Martin Keßler), John Travolta (Thomas Danneberg), Brad Pitt (Tobias Meister), Mel Gibson (Elmar Wepper, Frank Glaubrecht, Joachim Tennstedt), Liv Tyler (Elisabeth Günther) und viele weitere standen für die Titel von E Nomine vor dem Mikrofon. Visuell dargestellt werden die Titel in Musikvideos von Senad Fuerzkelper Giccic.
Ab 2005 wurde es still um E Nomine. Friedrich „Sir Fritz“ Graner verließ das Projekt. Zwischenzeitlich war für Ende 2007 eine neue Single mit dem Titel „Heilig“ angekündigt, die jedoch nie offiziell veröffentlicht wurde. Da die Single kurzzeitig zum Download bereitstand, gelangte sie auf Plattformen wie MyVideo und YouTube in den Umlauf. Mit „Excalibur“, welches ebenso wie „Heilig“ für ein neues Album geplant war (und eigentlich „Erdenblut (Stahl von Avalon)“ heißt), ist dort ein weiterer Song zu finden, der nur einmal live gespielt wurde.
Fritz Graner und Christian Weller gründeten 2008 als „Evolution E Nomines“ das Projekt Schlafes Bruder, welches 2013 die Singles „Heilig“ und „Absolution“ sowie das Album „Heute war Gott nicht hier“ veröffentlichte.
Die Werke von E Nomine waren jahrelang weder zum Streaming noch zum digitalen Kauf verfügbar. Im Oktober 2022 wurde plötzlich der Song Mitternacht als Remastered auf Spotify, Apple Music und auf einem neuen Kanal auf YouTube zur Verfügung gestellt. Außerdem wurden neue Facebook-, Instagram- und TikTok- Präsenzen für E Nomine/Schlafes Bruder erstellt. Im Jahr 2023 folgten Remastered-Versionen der drei Studioalben Das Testament, Die Prophezeiung und Finsternis und zusätzlich die Klassik-Edition von Die Prophezeiung. Auf Youtube wurden einige der Musikvideos in hoher Qualität hochgeladen. Der Songtitel Das Omen (im Kreis des Bösen) wurde auf der neu abgemischten Version von Die Prophezeiung durch Nigrae legiones ersetzt.

## Vokalisten
- Deutsche Oper Berlin

| Sprecher           | Titel                                        |
| ------------------ | -------------------------------------------- |
| Christian Brückner | Vater Unser                                  |
| Christian Brückner | E Nomine (Denn Sie Wissen Nicht Was Sie Tun) |
| Christian Brückner | Das Abendmahl                                |
| Christian Brückner | Vater Unser Part II (Psalm 23)               |
| Christian Brückner | Mitternacht                                  |
| Christian Brückner | Dracul’s Bluthochzeit                        |
| Christian Brückner | Deine Welt                                   |
| Christian Brückner | Das Omen (Im Kreis des Bösen)                |
| Christian Brückner | Mysteria                                     |
| Christian Brückner | Das Tier in mir                              |
| Christian Brückner | Pontius Pilatus                              |
| Otto Mellies       | Wer den Wind sät…                            |
| Otto Mellies       | Der Ring der Nibelungen                      |
| Otto Mellies       | Der Prophet (Re-Release)                     |
| Otto Mellies       | Seit Anbeginn der Zeit (Re-Release)          |
| Otto Mellies       | Drachengold                                  |
| Otto Mellies       | Gottes Beitrag und Teufels Werk              |
| Otto Mellies       | 8 Die Schwarzen Reiter (Single-Version)      |
| Frank Glaubrecht   | Der Fürst der Finsternis                     |
| Frank Glaubrecht   | Halleluja                                    |
| Frank Glaubrecht   | Der Exorzist                                 |
| Frank Glaubrecht   | Das Rad des Schicksals                       |
| Frank Glaubrecht   | Die Posaunen von Jericho                     |
| Martin Keßler      | Himmel & Hölle                               |
| Martin Keßler      | Ave Maria                                    |
| Martin Keßler      | Aus dem Jenseits                             |
| Martin Keßler      | Carpe Noctem                                 |
| Martin Keßler      | Opus Magnum                                  |
| Joachim Kerzel     | Die 10 Gebote                                |
| Joachim Kerzel     | Die Sintflut                                 |
| Joachim Kerzel     | Per L'Eternita                               |
| Joachim Kerzel     | 6 Das Tier in mir (Wolfen)                   |
| Thomas Danneberg   | Bibelworte des Allmächtigen                  |
| Thomas Danneberg   | Im Zeichen des Zodiak                        |
| Thomas Danneberg   | Nebelpfade                                   |
| Michael Chevalier  | Zorn - Die 12 Verbotenen Töne                |
| Michael Chevalier  | Herr der Schatten                            |
| Michael Chevalier  | Spiegelbilder                                |
| Eckart Dux         | Angst                                        |
| Eckart Dux         | Die Nachtwache                               |
| Eckart Dux         | Wiegenlied                                   |
| Rolf Schult        | Die Schwarzen Reiter                         |
| Rolf Schult        | Hexenjagd                                    |
| Helmut Krauss      | Das Böse                                     |
| Helmut Krauss      | Schwarze Sonne                               |
| Joachim Tennstedt  | Exitus                                       |
| Joachim Tennstedt  | Friedenshymne                                |
| Jürgen Thormann    | Seit Anbeginn der Zeit                       |
| Jürgen Thormann    | Der Prophet                                  |
| Volker Brandt      | Der Blaubeermund                             |
| Manfred Lehmann    | Séance                                       |
| Wolfgang Pampel    | Anderwelt (Laterna Magica)                   |
| Elmar Wepper       | Die Runen von Asgard                         |
| Gerrit Schmidt-Foß | Laetitia                                     |
| Elisabeth Günther  | Morgane Le Fay                               |
| Tobias Meister     | Mondengel                                    |
| Ralf Möller        | Schwarze Sonne                               |
| Ralf Möller        | Der Turm                                     |
| Johanna Krumin     | Magnificat                                   |

## Diskografie
Studioalben

| Jahr | Titel Musiklabel                      | Höchstplatzierung, Gesamtwochen, AuszeichnungChartplatzierungen (Jahr, Titel, Musiklabel, Platzierungen, Wochen, Auszeichnungen, Anmerkungen) | Höchstplatzierung, Gesamtwochen, AuszeichnungChartplatzierungen (Jahr, Titel, Musiklabel, Platzierungen, Wochen, Auszeichnungen, Anmerkungen) | Höchstplatzierung, Gesamtwochen, AuszeichnungChartplatzierungen (Jahr, Titel, Musiklabel, Platzierungen, Wochen, Auszeichnungen, Anmerkungen) | Anmerkungen                                               |
| Jahr | Titel Musiklabel                      | DE | AT | CH | Anmerkungen                                               |
| ---- | ------------------------------------- | --- | --- | --- | --------------------------------------------------------- |
| 1999 | Das Testament Zeitgeist Records (UMG) | DE23 (21 Wo.)DE | AT17 (11 Wo.)AT | CH85 (5 Wo.)CH | Erstveröffentlichung: 12. November 1999                   |
| 2002 | Finsternis Zeitgeist Records (UMG)    | DE3 Gold · (18 Wo.)DE | AT6 (14 Wo.)AT | CH61 (7 Wo.)CH | Erstveröffentlichung: 21. Januar 2002 Verkäufe: + 150.000 |
| 2003 | Die Prophezeiung Polydor (UMG)        | DE12 (11 Wo.)DE | AT18 (7 Wo.)AT | CH76 (3 Wo.)CH | Erstveröffentlichung: 14. April 2003                      |